# Endruhnen (Pillkallen)
Endruhnen, 1938 bis 1945: Bruchlage, litauisch Endrūnai, ist ein verlassener Ort im Rajon Krasnosnamensk der russischen Oblast Kaliningrad.
Die Ortsstelle befindet sich acht Kilometer südlich von Pobedino (Schillehnen/Schillfelde) am Rande des Hochmoores Bolschije Kusty „Große Sträucher“ (dt. Große Plinis, auch Königsbruch genannt).

## Geschichte

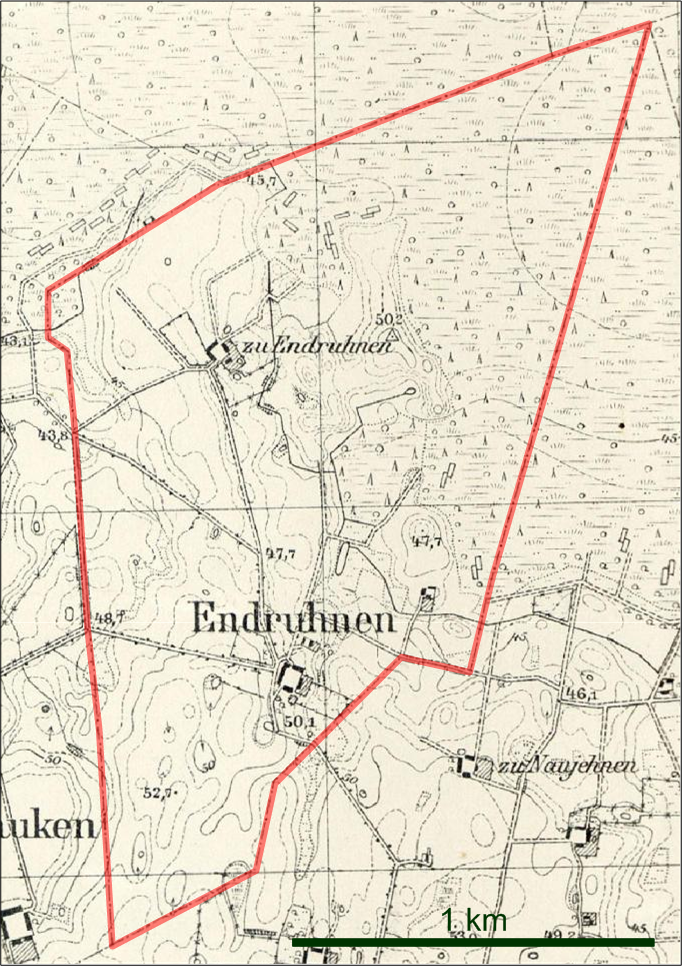
Die Gemeinde Endruhnen auf einem Messtischblatt von 1936

Endruhnen, auch Schwirblienen genannt, war um 1780 ein Schatull-kölmisches Ort. 1874 wurde die Landgemeinde Endruhnen in den neu gebildeten Amtsbezirk Lindicken im Kreis Pillkallen eingegliedert. 1938 wurde Endruhnen in Bruchlage umbenannt. 1945 kam der Ort in Folge des Zweiten Weltkrieges mit dem nördlichen Ostpreußen zur Sowjetunion. Einen russischen Namen erhielt er nicht mehr.

### Einwohnerentwicklung
| Jahr | Einwohner |
| ---- | --------- |
| 1867 | 54        |
| 1871 | 50        |
| 1885 | 49        |
| 1905 | 46        |
| 1910 | 42        |
| 1933 | 33        |
| 1939 | 57        |

## Kirche
Endruhnen/Bruchlage gehörte zum evangelischen Kirchspiel Willuhnen.

## Söhne und Töchter des Ortes
- Hermann von Doetinchem de Rande (1866–1932), preußischer Generalmajor